# Румянцев, Василий Гаврильевич
Василий Гаврильевич Румянцев (1931—?) — советский и российский спортсмен и тренер по вольной борьбе; Мастер спорта СССР, Заслуженный тренер Якутской АССР.

## Биография
Родился 19 марта 1931 года в Оспехском наслеге Усть-Алданского района Якутской АССР.
Во время учёбы в Ленинградском Государственном педагогическом институте им. А.И. Герцена (ныне Российский государственный педагогический университет имени А. И. Герцена) занимался борьбой самбо, был чемпионом Ленинграда и бронзовым призёром Центрального совета ДСО «Наука». По окончании вуза Василий Румянцев работал учителем географии и физического воспитания средней школы № 3 в Якутске, тренером в Якутском педагогическом институте (ныне Северо-Восточный федеральный университет), затем — в университете. Был инструктором Якутского комитета ВЛКСМ, председателем областного совета ДСО «Спартак». В 1962—1973 годах Румянцев занимался преподавательской деятельностью в одной из вилюйских средних школ, позже стал директором школы рабочей молодежи. С 1977 года работал воспитателем вспомогательной школы-интерната № 2, с 1992 года — воспитателем вспомогательной школы № 1.
Занимаясь борьбой, становился 17-кратным чемпионом Якутии по вольной борьбе и национальной борьбе хапсагай. Во время тренерской карьеры воспитал ряд спортсмпенов, прославивших свою республику и становившихся чемпионами РСФСР:
- Николай Гоголев — стал первым чемпионом РСФСР по вольной борьбе;
- Дмитрий Данилов — первый мастер спорта СССР из Якутии;
- Владимир Варламов — заслуженный работник культуры Якутской АССР, ставший журналистом;
- Сергей Иванов — стал заслуженным геологом Якутской АССР, кавалер ордена «Знак Почета».

За активное участие в развитии вольной борьбы и подготовке спортсменов в Якутии, В. Г. Румянцев был награждён Почетными грамотами Президиума Верховного Совета Якутской АССР.
Дата смерти В. Г. Румянцева неизвестна. С 1991 года в Вилюйске года проводится республиканский турнир по хапсагаю на призы Д.П. Коркина и В.Г.Румянцева. Одна из улиц города названа его именем.

## Заслуги и награды
- Заслуженный работник физической культуры Якутской АССР.
- Лауреат Государственной премии Республики Саха (Якутия) в области физической культуры и спорта им. Д.П. Коркина.
- Лауреат премии Национального фонда возрождения «Баргарыы» при Президенте Республики Саха (Якутия).
- Лауреат XX века по спорту Республики Саха (Якутия).
- Почетный гражданин Вилюйского[4] и Усть-Алданского улусов[1].